# Giorgio Franchetti
Giorgio Franchetti, per l'anagrafe Giorgio Gioacchino (Torino, 18 gennaio 1865 – Venezia, 17 dicembre 1922), fu un mecenate e collezionista italiano, a cui si deve il meritevole restauro del palazzo veneziano della Ca' d'Oro.

## Biografia
Terzo figlio di Raimondo (nominato barone da Vittorio Emanuele II di Savoia nel 1858) e di Sara Luisa Rothschild (figlia di Anselm Salomon e di Charlotte Rothschild), discendeva da una famiglia ebraica di banchieri mantovani, poi fondatori di una società di trasporti in carrozza nell'Italia settentrionale, e finanziatori delle campagne risorgimentali. Con l'avvento della ferrovia il padre Raimondo divenne imprenditore agricolo in diverse zone d'Italia, dalla Toscana al Veneto, accumulando un'ingente ricchezza grazie alle bonifiche, soprattutto nel basso Livenza. Suoi fratelli erano Alberto, valente compositore e musicista da cui nascerà Raimondo (1889-1935), forse il più grande esploratore italiano del ventesimo secolo ed Edoardo, dedicatosi alla carriera diplomatica.
Terminati gli studi all'Accademia militare di Torino, Giorgio si trasferì con il fratello Alberto prima a Dresda e poi a Monaco, dove conobbe la giovane baronessa Maria Hornstein Hohenstoffeln, che sposò nel 1890.
Uno dei suoi figli fu Carlo Franchetti, appassionato di alpinismo, che nel 1926 acquistò dal Comune di Selva e restaurò il Castel Gardena.
Gravemente malato, Giorgio si suicidò nel proprio letto con un colpo di pistola alle 6 del mattino di domenica 17 dicembre 1922. L'anno seguente le ceneri furono riposte nel cortile della Ca' d'Oro.

## Passione artistica
In disaccordo con il padre, che avrebbe voluto che si dedicasse alla cura degli affari familiari, si mantenne in quegli anni lontano da casa e, seppure in condizioni economiche non floride, iniziò a manifestare il suo interesse per l'arte acquistando, per esempio, preziosi oggetti di arredamento (alcuni tappeti turchi e un pregevole arazzo fiammingo del XVI secolo, tessuto su un cartone ancora tardogotico). Di pari passo progrediva il suo interesse per la musica come pianista ed autore, tanto che nel 1890 decise di trasferirsi a Firenze per seguire le lezioni di Giuseppe Buonamici. Qui raccolse dipinti di artisti toscani del Rinascimento - a quel tempo cosiddetti "primitivi" -, la cui riscoperta in quegli anni aveva creato una gara all'acquisto tra collezionisti e musei stranieri.

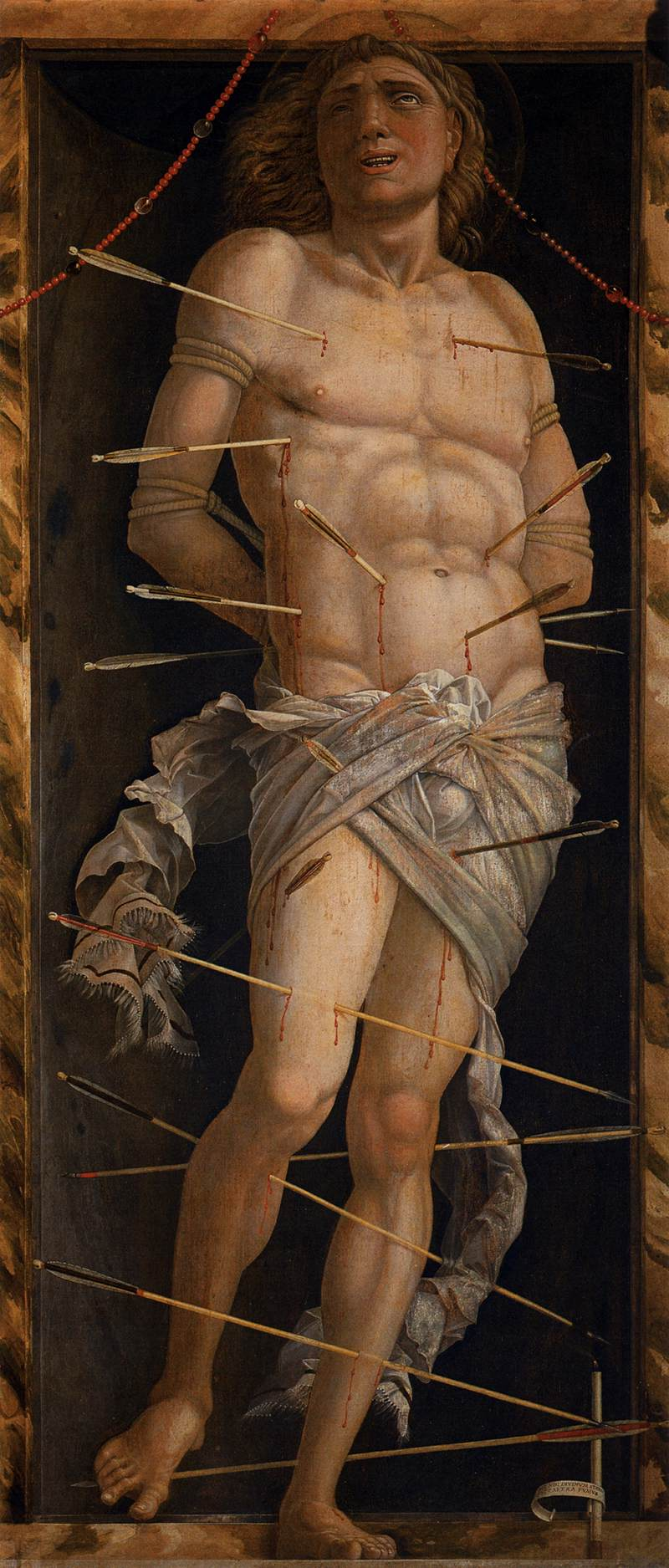
Andrea Mantegna
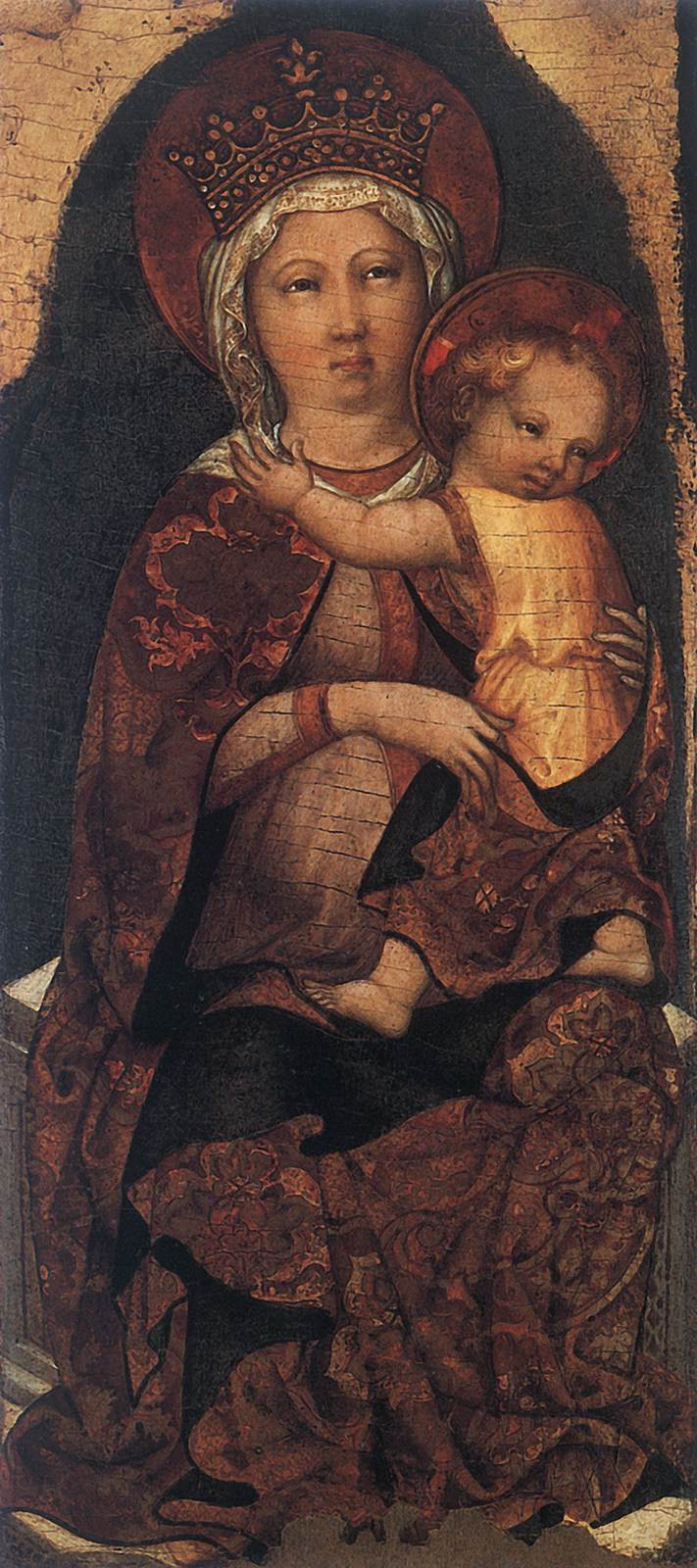
Michele Giambono
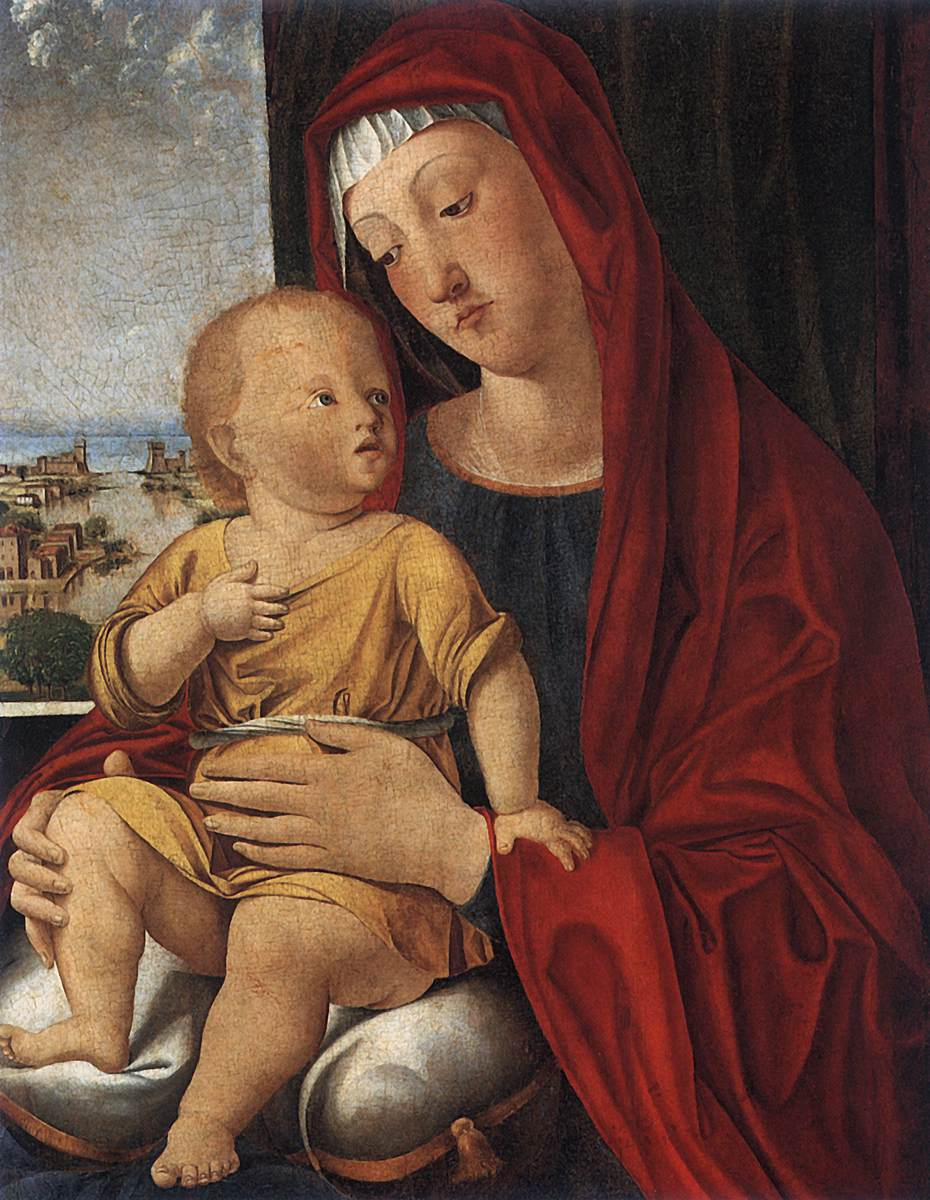
Alvise Vivarini
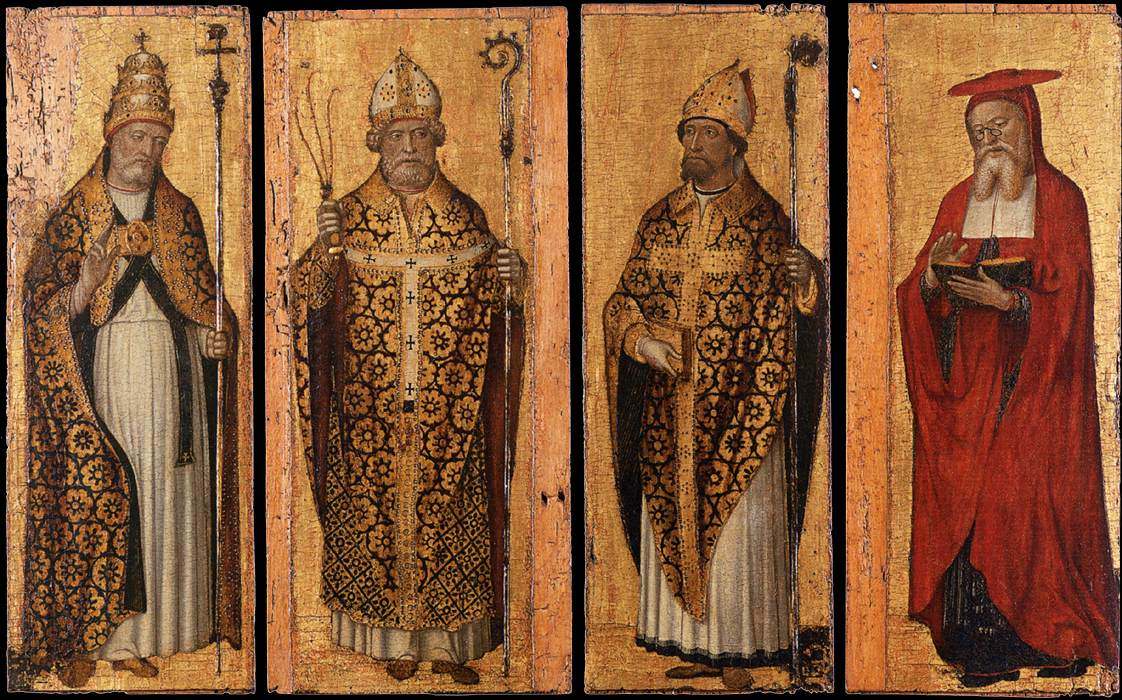
Carlo Braccesco
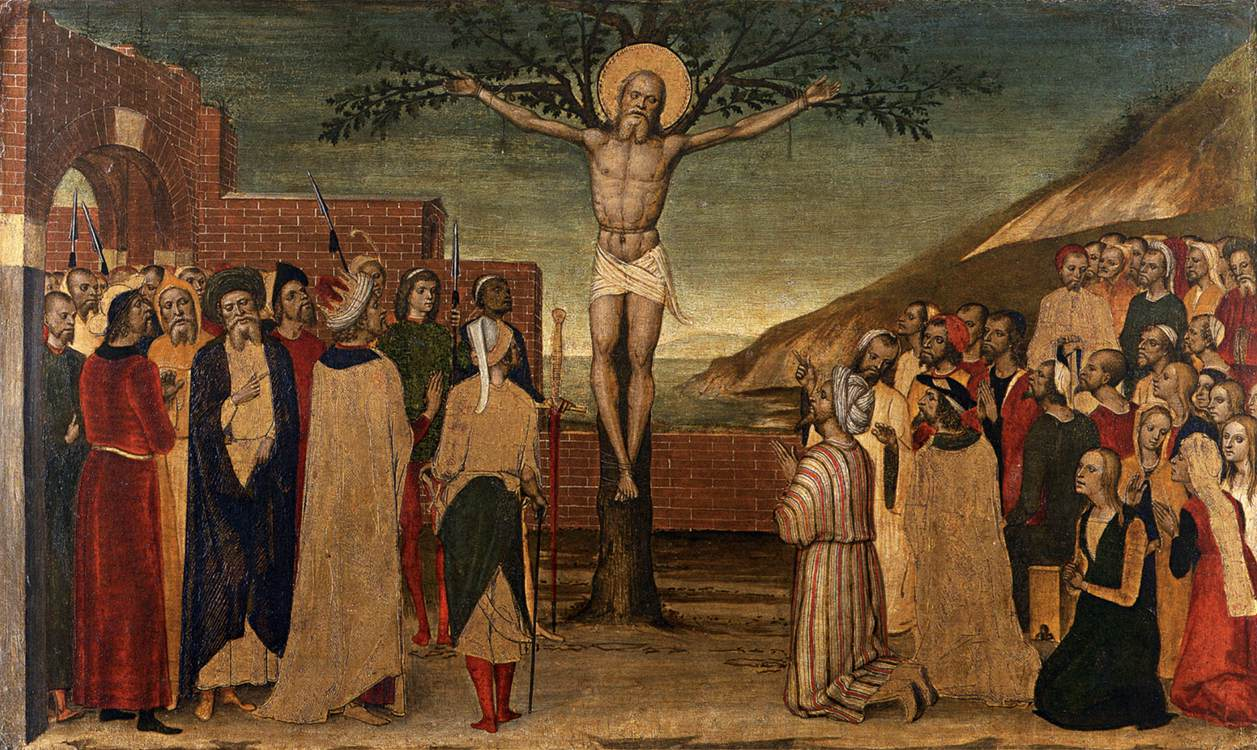
Carlo Braccesco
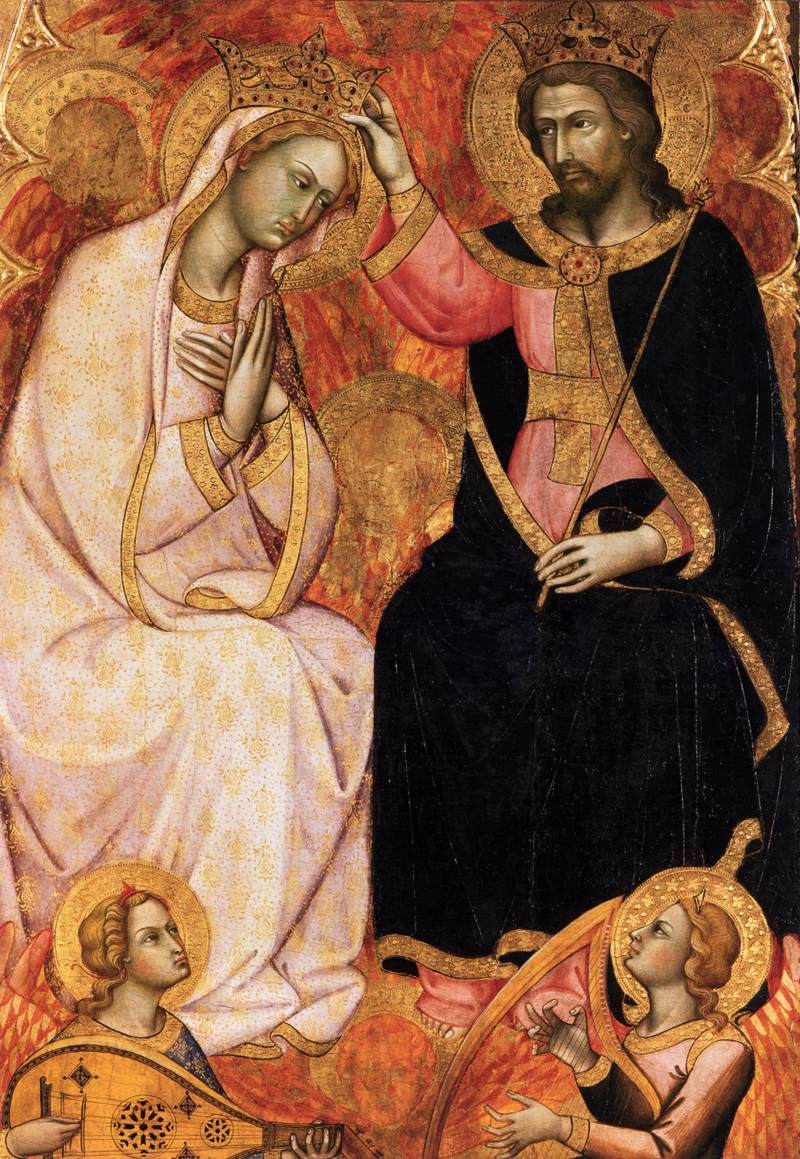
Andrea di Bartolo
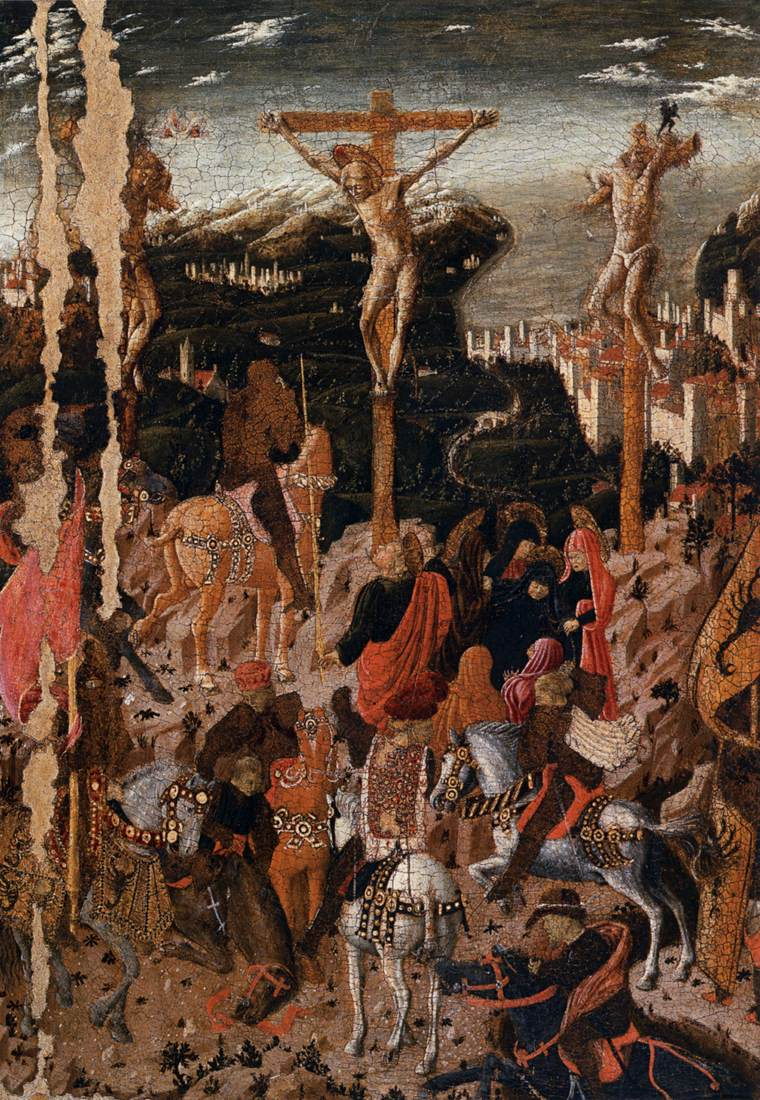
Giovanni Boccati
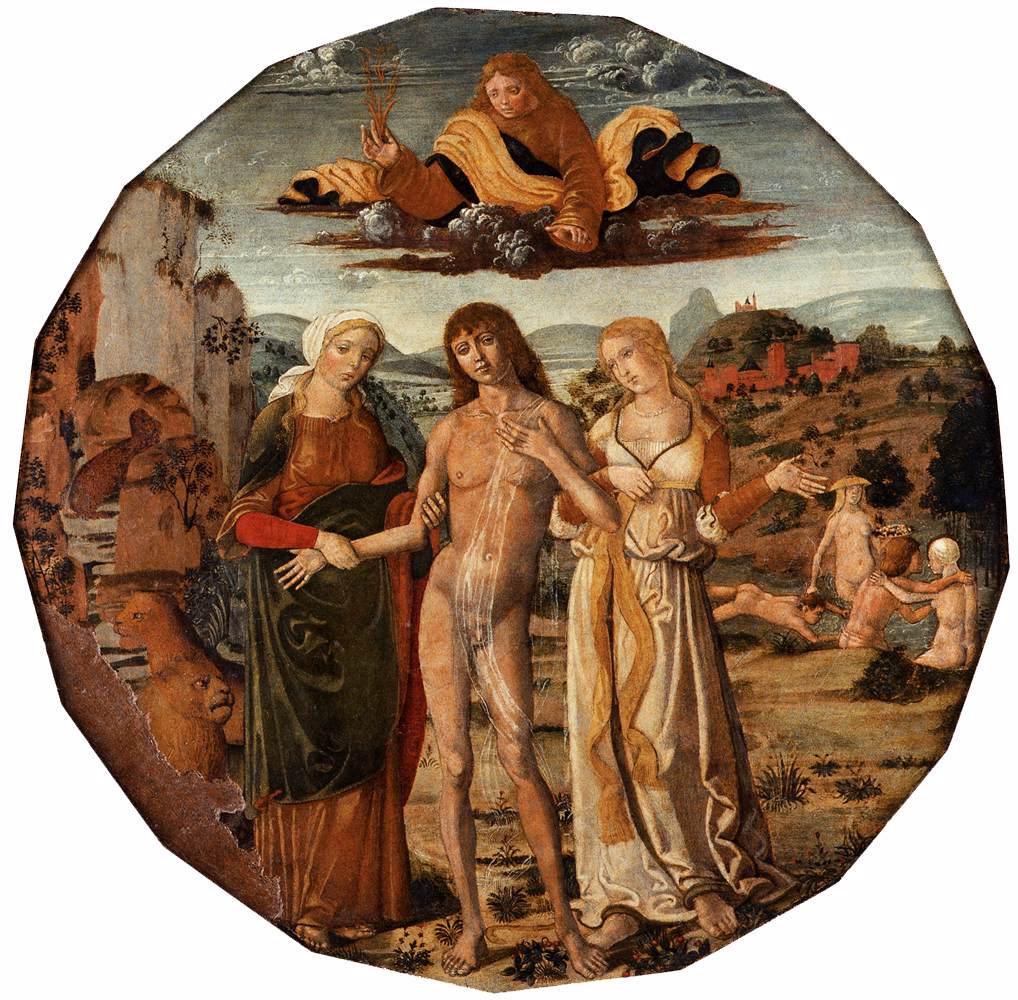
Girolamo di Benvenuto
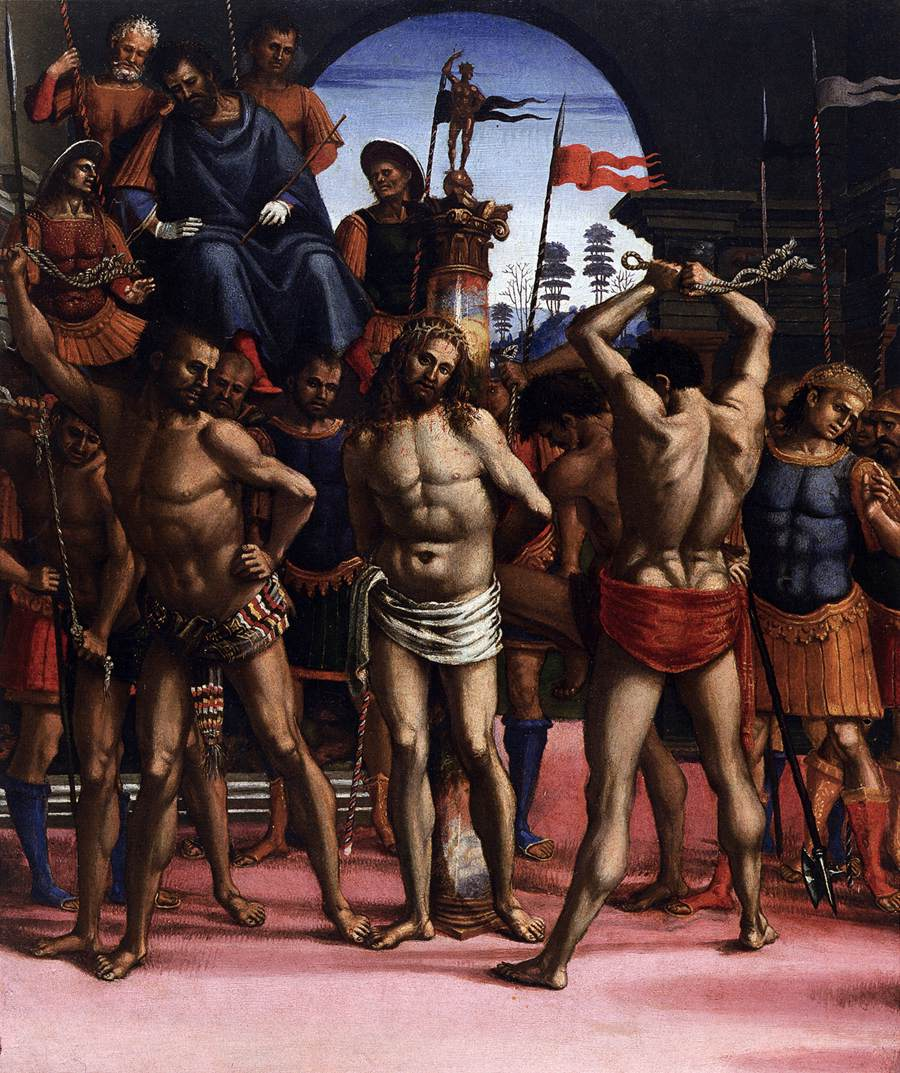
Luca Signorelli
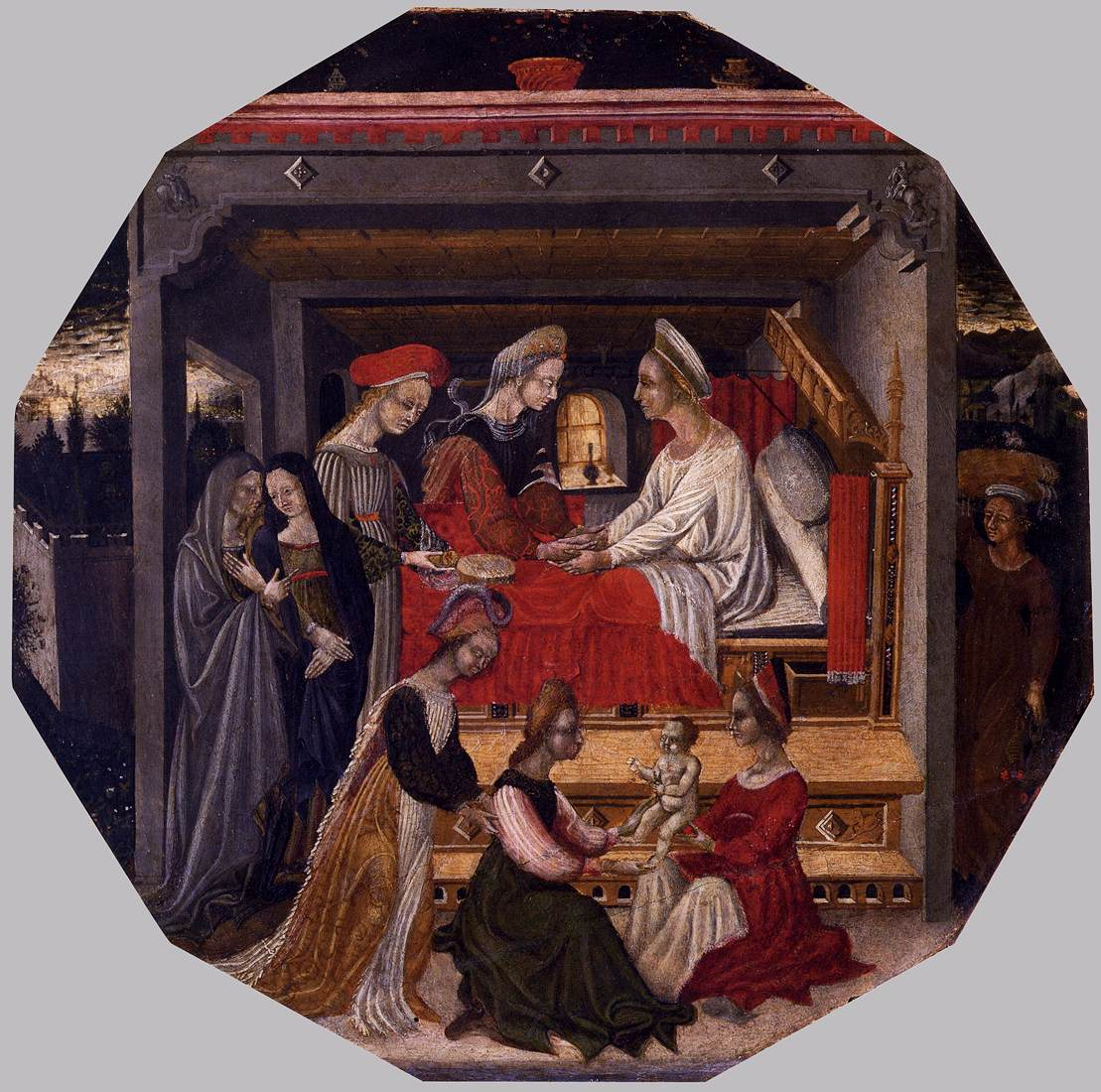
Domenico di Bartolo
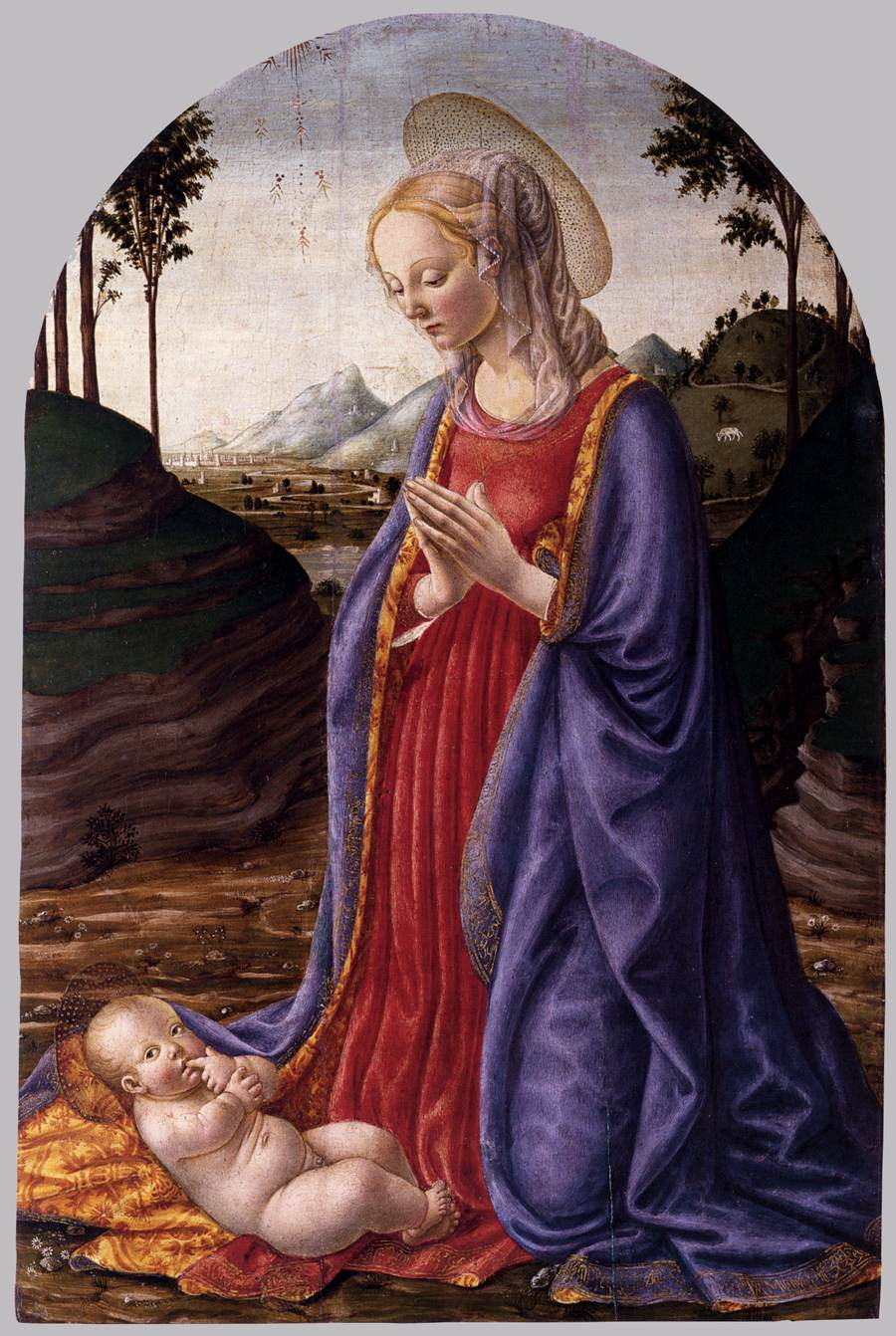
Francesco Botticini
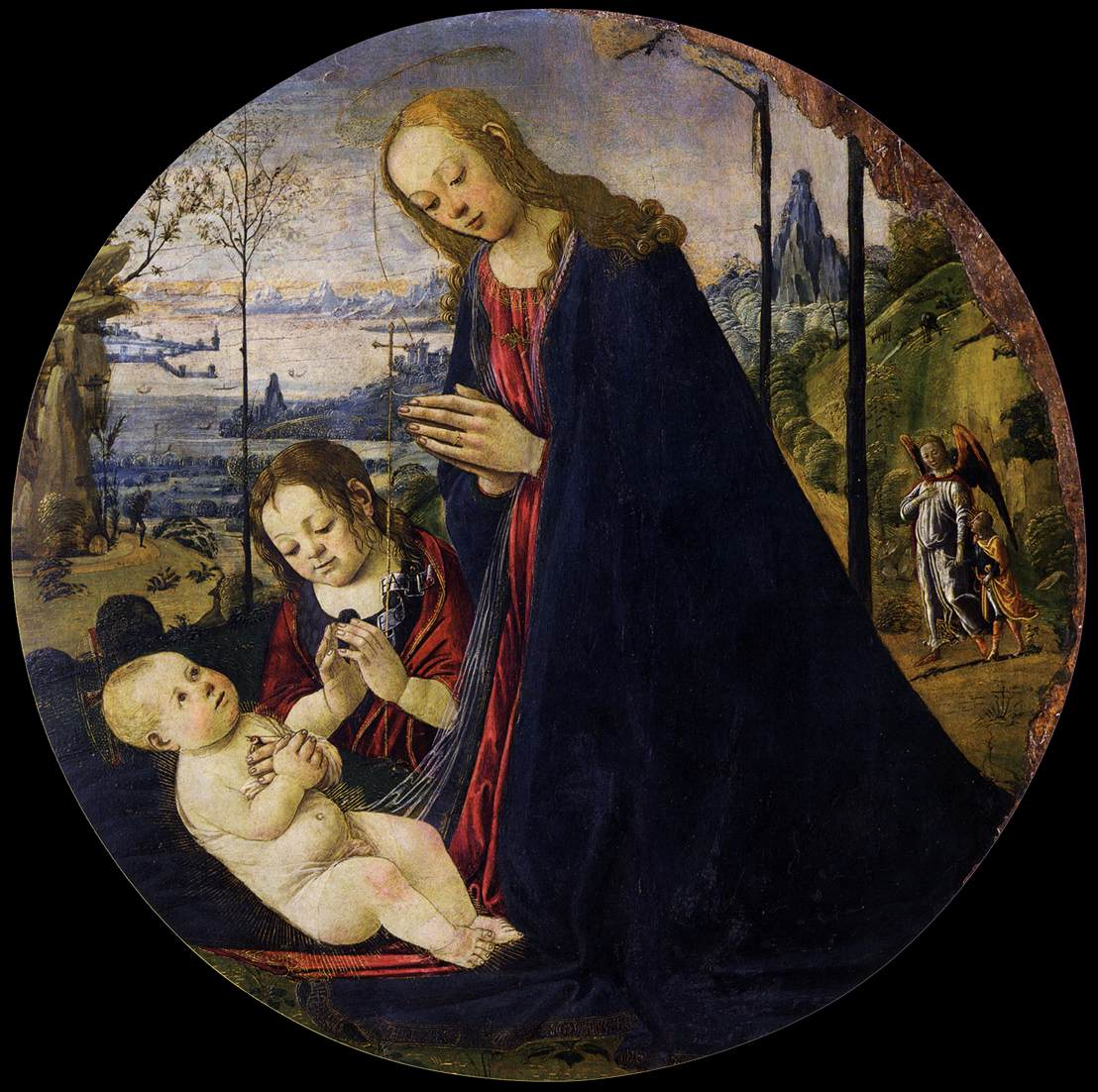
Jacopo del Sellaio
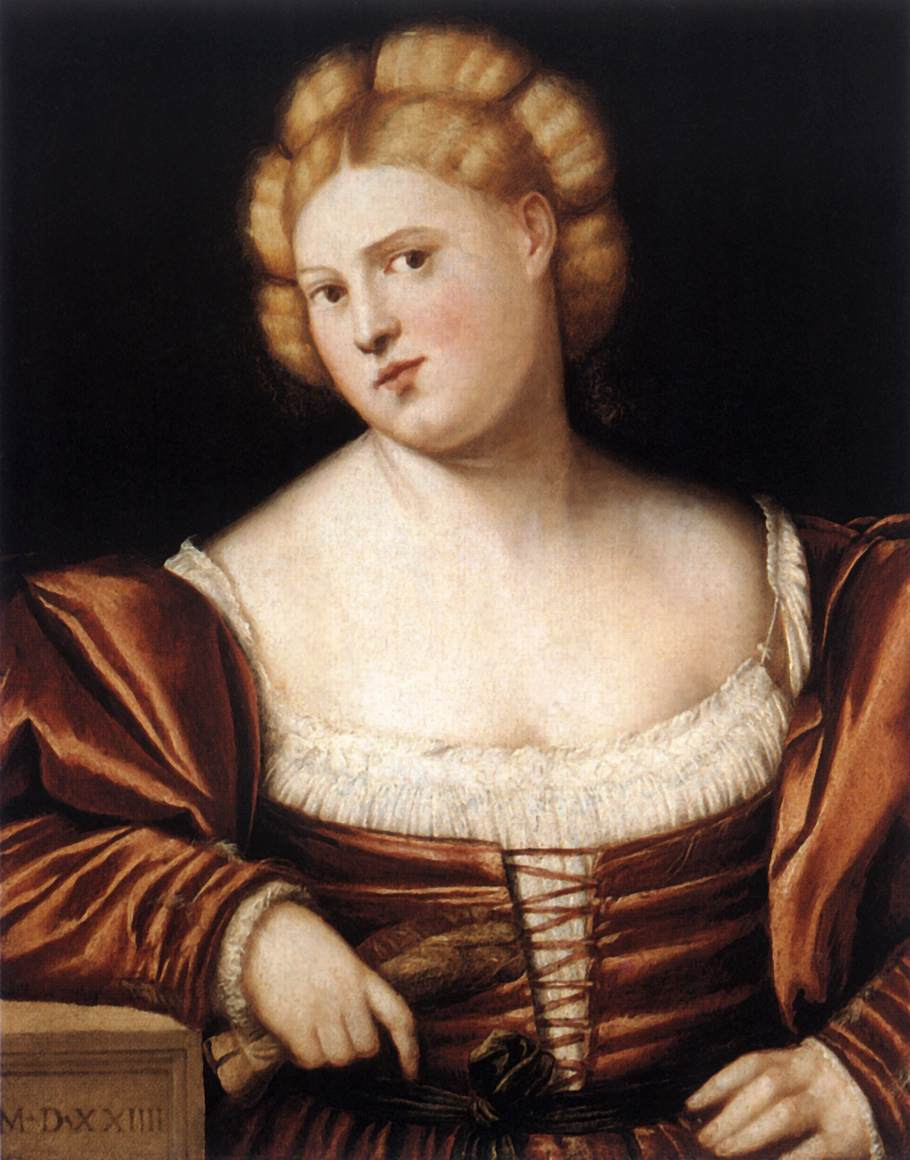
Bernardino Licinio
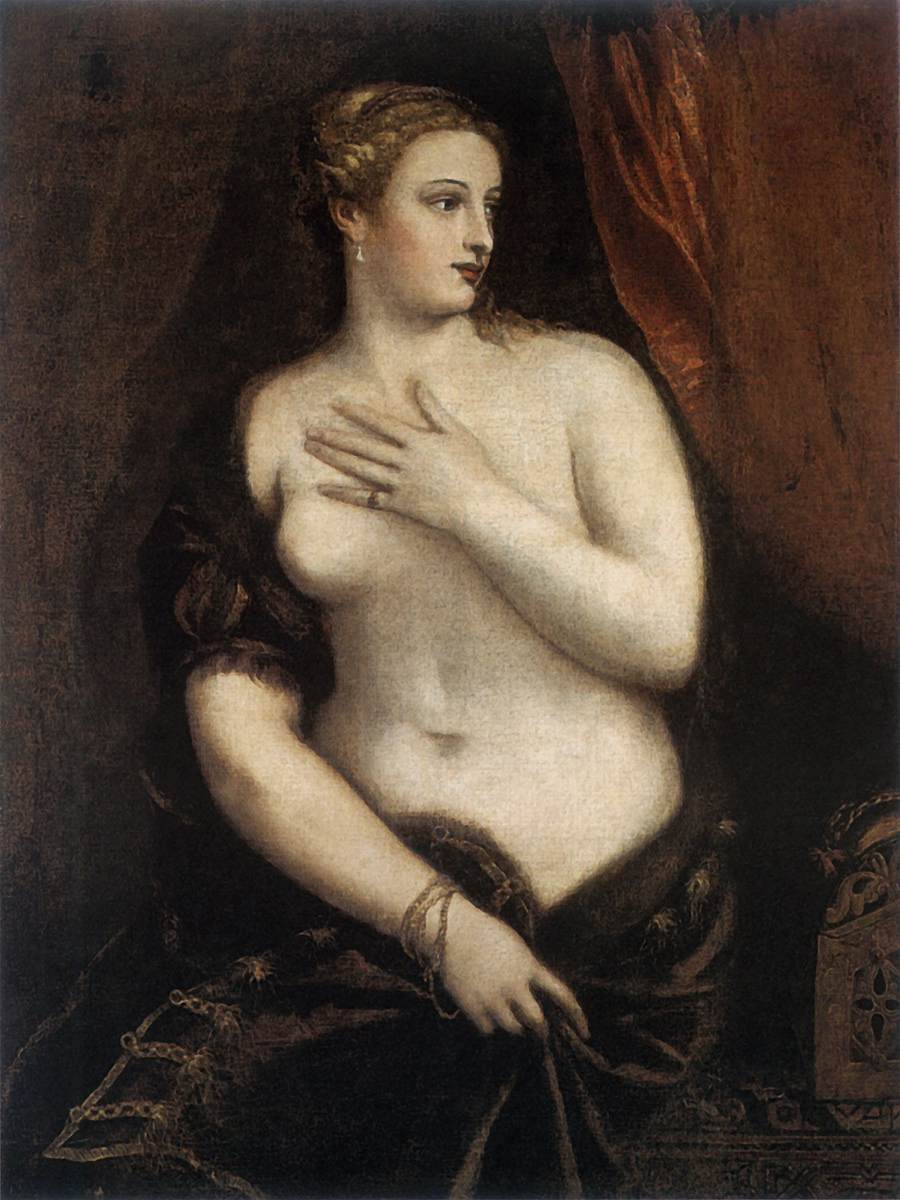
Tiziano Vecellio
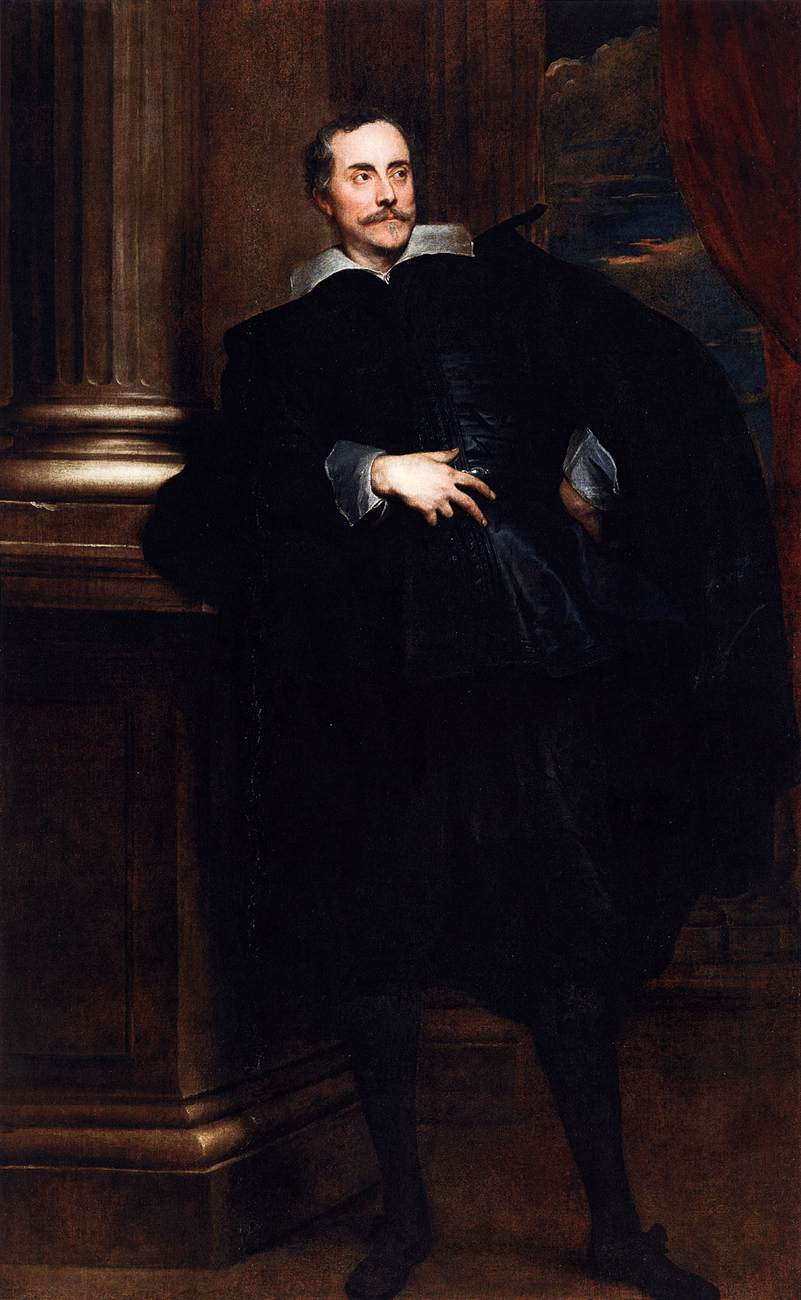
Antoon van Dyck
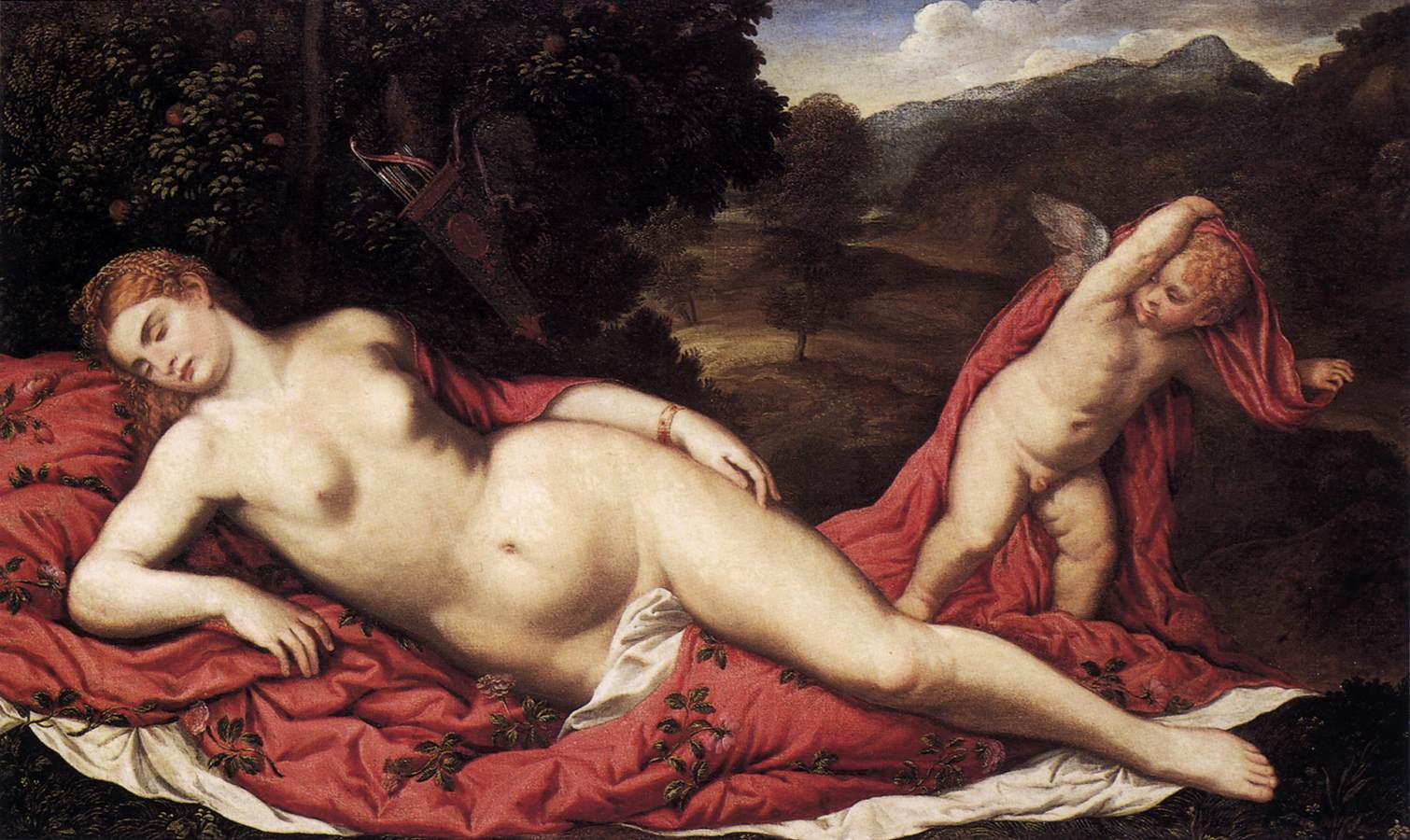
Paris Bordon
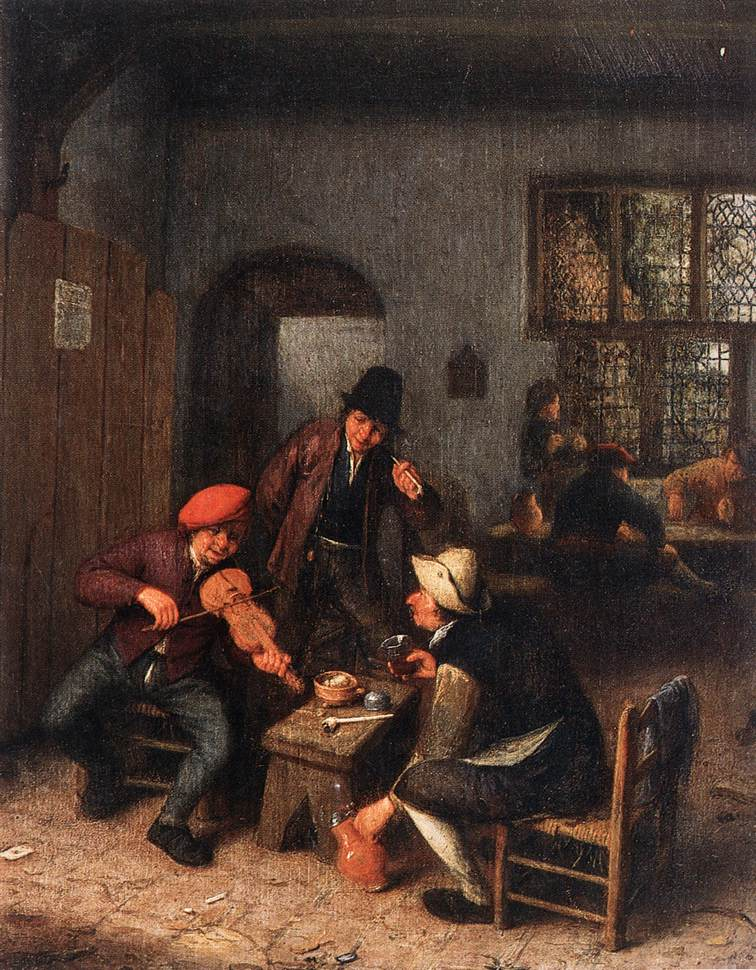
Adriaen van Ostade

## Galleria Giorgio Franchetti alla Ca' d'Oro
Dopo la nascita nel 1891 del primo figlio, Luigi, decise di tornare a Venezia nella casa di famiglia, il Palazzo Cavalli sul Canal Grande, a San Vidal, che il padre aveva acquistato nel 1878 e fatto ristrutturare dall'architetto Camillo Boito, il quale aveva però profondamente alterato l'originaria struttura gotica. La sensibilità artistica di Giorgio non condivise queste scelte e pertanto si trasferì in una piccola abitazione dall'altra parte del campo.

### L'acquisto e il progetto del museo pubblico

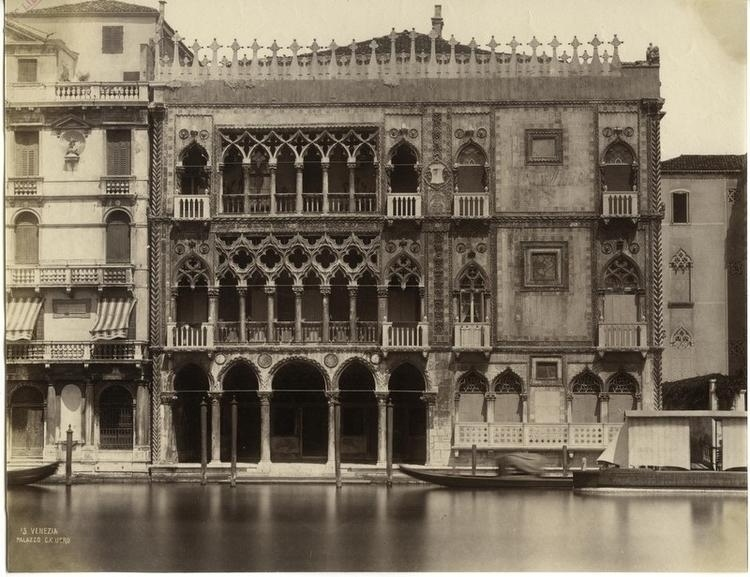
Ca' d'Oro in una fotografia ottocentesca di Carlo Naya

Nel 1894, venuto a sapere che il palazzo della Ca' d'Oro era in vendita, dopo molte esitazioni dovute al cattivo stato di conservazione dell'immobile profondamente alterato dalla divisione in appartamenti, Giorgio Franchetti decise di acquistarlo per 170.000 lire.
Fin da principio il suo scopo non fu quello di fare della Ca' d'Oro la sua abitazione, ma di ospitarvi la propria collezione di opere d'arte per renderla visitabile al pubblico, impegnandosi nell'impresa di restituire all'edificio l'originario aspetto quattrocentesco, e facendone così l'opera della sua vita.
Nel 1916 Franchetti stipulò un accordo con lo Stato italiano nel quale si impegnò a cedere il palazzo al termine dei lavori in cambio della loro copertura finanziaria. Completati i lavori e integrata la raccolta con l'arrivo di opere d'arte di diversa provenienza, fu ufficialmente inaugurato il 18 gennaio 1927 il museo intitolato la Galleria Giorgio Franchetti alla Ca' d'oro.

### Il restauro
Franchetti seguì personalmente i lavori di restauro. Demolite le superfetazioni, ritrovati nella costruzione una parte dei frammenti originari e ricostruiti i pezzi mancanti con marmi antichi rintracciati nelle botteghe dei tagliapietra, venne ripristinata la scala esterna che dal cortile portava al portico del primo piano. Per l'accesso al secondo piano riuscì a ottenere la concessione da parte del Comune di una scala di legno proveniente dalla Casa dell'Agnella posta a Santa Maria Mater Domini, che in qualche modo doveva essere affine alle originarie scale del palazzo.

### Il pavimento marmoreo

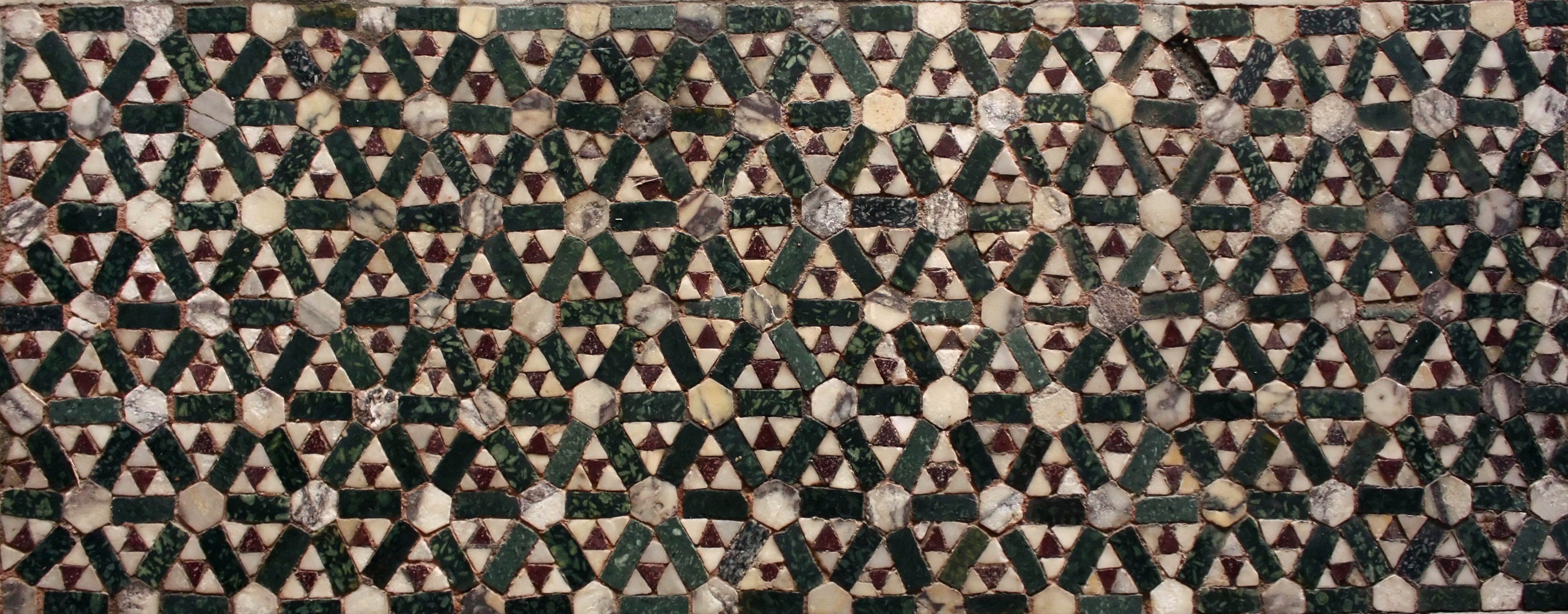
Un particolare del pavimento marmoreo

In particolare durante i lavori venne realizzato il pavimento marmoreo nel portico del piano terreno. Esso copre una superficie di 350 m2 utilizzando le tecniche dell'opus sectile e dell'opus tessellatum. I motivi geometrici che compongono la decorazione si ispirano alle pavimentazioni medievali delle chiese dalla laguna veneta come la basilica di San Marco a Venezia, la Basilica dei Santi Maria e Donato a Murano e la Cattedrale di Santa Maria Assunta a Torcello. Molti sono però anche i punti di contatto con le decorazioni cosmatesche del XII e XIII secolo. Sono presenti anche temi desunti dal repertorio decorativo bizantino. Giorgio Franchetti disegnò personalmente le geometrie della pavimentazione e si impegnò anche nella sua realizzazione materiale. Da sottolineare è il fatto che per tale opera Franchetti scelse di non utilizzare marmi e pietre di cavatura moderna, ma di utilizzare le tipologie più note e preziose fin dall'antichità romana, tra cui il porfido rosso antico, il serpentino, il cipollino verde, il giallo antico, il pavonazzetto, il verde antico, il marmo luculleo e molti altri.